# Heinrich August Erhard

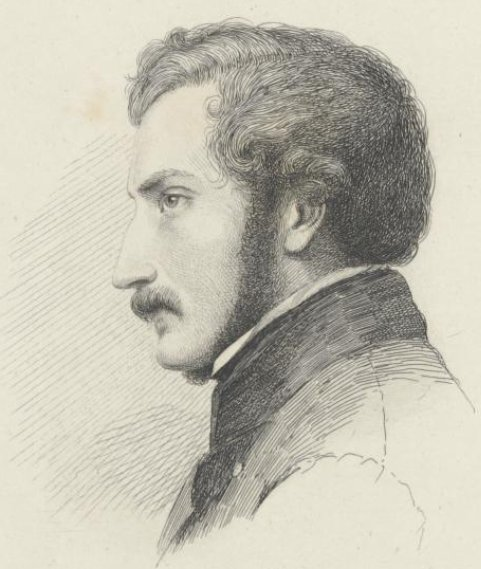
Heinrich August Erhard

Heinrich August Erhard (* 13. Februar 1793 in Erfurt; † 22. Juni 1851 in Münster) war deutscher Archivar, Mediziner und Historiker.

## Vita
Heinrich August Erhard war der Sohn eines Akademieprofessors der Universität Erfurt. Von 1804 bis 1809 besuchte er das Evangelische Ratsgymnasium Erfurt und studierte von 1809 bis 1812 an der Georg-August-Universität Göttingen Medizin, Geschichte und Philologie. In Erfurt promovierte er 1812 zum Dr. med und 1813 zum Dr. phil. Er wirkte anschließend als praktischer Arzt, ab 1815 am Ende der Koalitionskriege als Militärarzt. 
Danach wurde er Unterbibliothekar, dann Lehrer am Evangelischen Ratsgymnasium Erfurt, wo er bereits das Abitur bestanden hatte. Von 1822 bis 1827 war er als königlicher Bibliothekar an der Universitätsbibliothek Erfurt tätig. 
Parallel dazu baute er zusammen mit Ludwig Stock ab 1821 das Provinzialarchiv Magdeburg auf. 1831 wechselte er als königlicher Archivrat und Direktor an das Staatsarchiv in Münster, dem neuen preußischen Provinzialarchiv in Münster. Dort wirkte er noch zwanzig Jahre.
Von 1834 bis 1851 war er Direktor des Vereins für Geschichte und Altertumskunde Westfalens, Abt. Münster und Herausgeber der Zeitschrift für Vaterländische Geschichte und Altertumskunde.

## Werke
- Handbuch der teutschen Sprache, in ausgewählten Stücken teutscher Prosaiker und Dichter aus allen Jahrhunderten. Die verschiedenen Gattungen teutscher Sprach- und Dichtkunst in Beispielen aus neuerer Zeit. Maring’sche Buchhandlung, Erfurt 1822.
- Geschichte des Wiederaufblühens wissenschaftlicher Bildung, vornehmlich in Teutschland bis zum Anfange der Reformation. 3 Bände. Magdeburg 1827–1832.
- Erfurth mit seinen Umgebungen, nach seiner Geschichte und seinen gegenwärtigen gesammten Verhältnissen dargestellt. Ein Handbuch für Einheimische und Fremde. Friedrich Wilhelm Andreä, Erfurt 1829. (Digitalisat)
- Geschichte Münsters. Regensberg, Münster 1837.